# Mazrek
Mazrek en albanais et Mazrek en serbe latin (en serbe cyrillique : Мазрек) est une localité du Kosovo située dans la commune/municipalité de Prizren et dans le district de Prizren/Prizren. Selon le recensement kosovar de 2011, elle compte 1 077 habitants, dont 1 076 Albanais.
Mazrek est également connu sous des noms albanais comme Mazrekë et Mazreka.

## Démographie

### Évolution historique de la population dans la localité
| 1948 | 1953 | 1961 | 1971 | 1981 | 1991 | 2011  |
| ---- | ---- | ---- | ---- | ---- | ---- | ----- |
| 271  | 275  | 322  | 432  | 640  | 891  | 1 077 |

|  |